# Решетниково (Опочецкий район)
Решетниково — деревня в Опочецком районе Псковской области России. Входит в состав Глубоковской волости.

## География
Расположена к востоку от озера Исенно (Есино), в 26 км к югу от города Опочка и в 1 км к северо-востоку от деревни Лобово.

## Население
| 2001 | 2002 | 2010 | 2013 | 2014 | 2015 | 2016 |
| ---- | ---- | ---- | ---- | ---- | ---- | ---- |
| 59   | ↘45  | ↘36  | ↗37  | ↗39  | ↘38  | ↘34  |

Численность населения по состоянию на начало 2001 года составляла 59 человек.

## История
С 1995 до 2005 года деревня входила в состав ныне упразднённой Лобовской волости в качестве её административного центра. С 2006 до 2015 года деревня входила в Звонскую волость.